# 달린 카

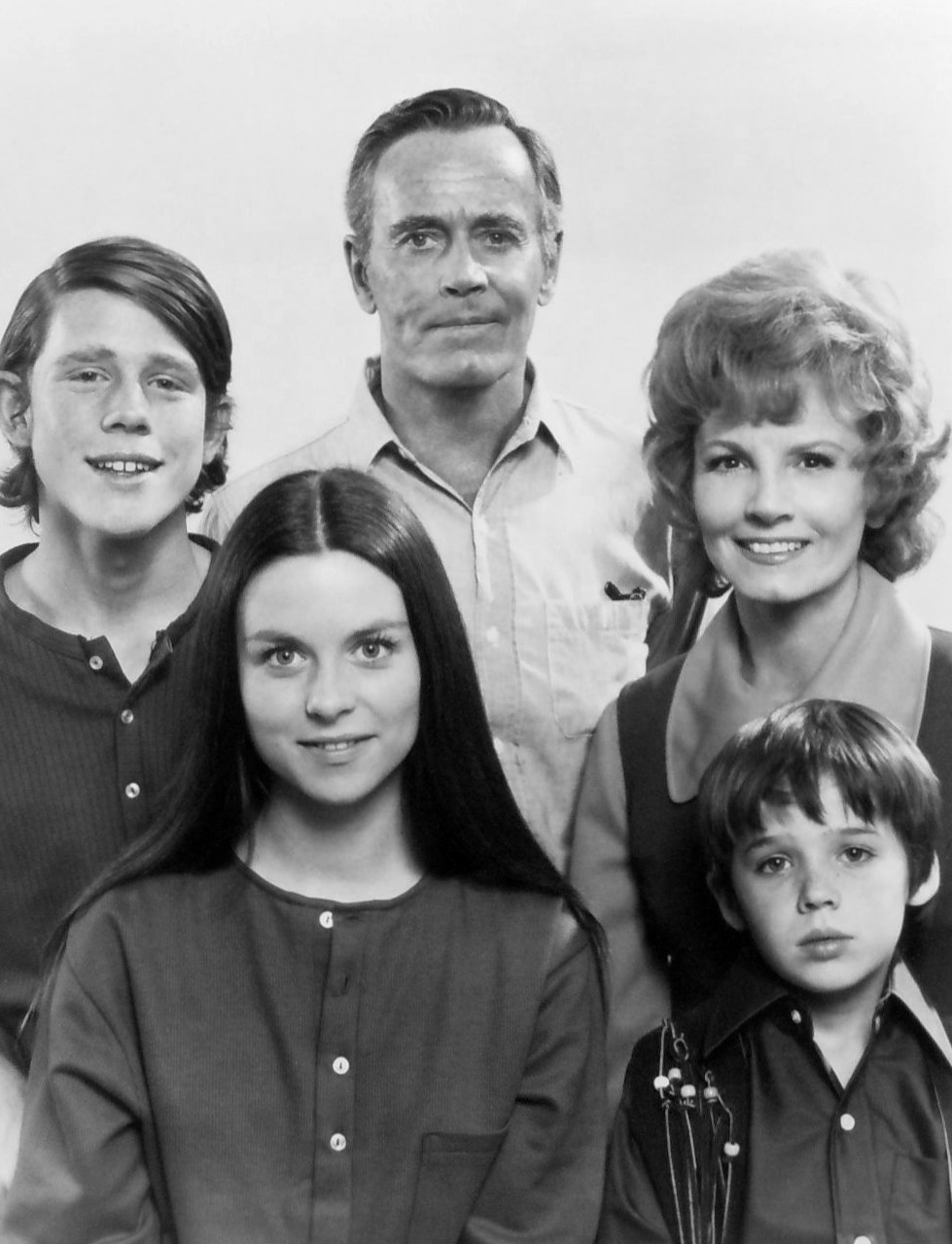

달린 카(Darleen Carr, 1950년 12월 12일 ~ )는 미국의 배우, 가수, 텔레비전 배우, 성우, 영화배우이다.
시카고에서 태어났다.

## 영화
- 일주일에 8일 (1997년)
- 피라나 (1995년) - 레티시아 박사 역
- 빅 보이스 돈 크라이 (1993년)
- 비정의 샌프란시스코 (1992년) - 지니 스톤 역
- 지.아이. 조 - 1985년 시리즈 (1985년)
- 쾌걸 매버릭 (1981년)
- 달리는 사이먼 (1981년)
- 매그넘 P.I. (1980년)
- 오레곤 2000마일 (1977년)
- 명탐정 바나비 존즈 (1973년)
- 샌프란시스코 수사반 (1972년)
- 경찰 초년병 (1972년)
- 매혹당한 사람들 (1971년)
- 닥터 게논 (1969년)
- 닥터 웰비 (1969년)
- 건파이터의 최후 (1969년)
- 임파서블 이어스 (1968년)
- 정글북 (1967년)
- FBI (1965년)
- 디즈니랜드 (1954년) - 로리 칼슨 역